# Karen Smith
Karen Smith (10. september 1921 - 26. september 1987) var en dansk manuskriptforfatter, som bl.a. var tilknyttet Danmarks Radio og skrev manuskripter til flere afsnit af Huset på Christianshavn og Matador.
Bogen Mig og farmor blev udgivet i 1984 med Lise Nørgaard som medforfatter.
Smiths søn er Paul Smith.

## Teater
- Arbejdet Adler (1985)
- Esbjerg Revyen (1981)
- Milord (1981)
- Midtilyngbyrevyen (1976)
- Esbjerg sommerrevy (1976-1978)
- Riberevyen (1975)
- Dragørrevyen (1975)
- Tivolirevyen (1973)
- Og da har i rigdom vi drevet det vidt (1972)
- Hr. mand (1971)
- Vi skal jo alle sammen leve (1970)
- Århus Studenterrevy (1968-1970)
- Spionen der kom ind fra Kolding (1968)
- 3. Fiol (1968)

## TV
- Man skal ikke skue hunnen på hårene
- Miljølovprisning
- Matador (Afsnit 15) – At tænke og tro (1980)
- Matador (Afsnit 8) – Komme fremmede (1979)
- Matador (Afsnit 3) – Skiftedag (1978)
- Månedsrevyen (1976-1977)
- Sommerrevy nr. 26 (1976)
- Scener fra et kosteskab (1975)
- Kavalkade (1975)
- Askepot (1973)
- Huset på Christianshavn (Afsnit 32, 33, 44, 50, 64, 69 og 75; 1973-1976)
- Uha-Uha (1972-1975)
- Sange om kvinder (1972)
- Lørdagsrevyen (1972)